# Mastigophora diclados
Mastigophora diclados là một loài rêu tản trong họ Mastigophoraceae. Loài này được (Brid. ex F. Weber) Nees miêu tả khoa học lần đầu tiên năm 1838.